# Населица
Населица (произнасяно в най-близкия български говор Насѐлица, на гръцки: Ανασελίτσα, Анаселица, на турски: Nasliç, Населич), Насѐлишко или Ля̀пчищко е историко-географска област в Егейска Македония, Гърция.
Областта обхваща селата в дем Горуша в източното подножие на разклонението на планината Пинд, Горуша (Войо) и селата в западното подножие на Синяк. На север граничи с Костурско, на юг – с Гревенско, а на изток – с Кожанско. През областта тече река Бистрица (Алиакмонас). Главен град на областта традиционно е Ляпчища (от 1928 година Неаполи), който също понякога в османско време се нарича Населица. Към началото на ΧΧ век основното население на областта са гърци християни и гръцкоговорещи мюсюлмани – така наречените валахади.